# كارتيني
رادين أدينج كارتيني (بالهولندية: Kartini)‏ (مواليد 21 نيسان/ أبريل عام 1879ـ توفيت في 17 أيلول/ سبتمبر عام 1904)، عُرفت أيضًا باسم رادين أيو كارتيني، كانت بطلة إندونيسية وشخصية وطنية بارزة من جاوة. كما كانت اسمًا رائدًا في مجال تعليم الفتيات وحقوق المرأة الإندونيسية.
ولدت كارتيني لدى عائلة جاوية أرستقراطية في الهند الشرقية الهولندية (حاليًا إندونيسيا). درست في مدرسة هولندية في المرحلة التعليمية الابتدائية. تطلعت كارتيني إلى إكمال دراستها لكن هذا الخيار لم يكن متاحًا لها وللفتيات الأخريات في المجتمع الجاوي. كانت كارتيني على تواصل مع مسؤولين عدة وأشخاص ذوي نفوذ مثل ج. ه. أبيندانون، الذي كان مسؤولًا عن تطبيق السياسة الأخلاقية الهولندية.
كتبت كارتيني رسائل عن أفكارها ومشاعرها، نُشرت في المجلة الهولندية ولاحقًا ككتب تحت العناوين: «خروج من الظلمة إلى النور» و«حياة المرأة في القرية» و«رسائل أميرة من جاوة». يُحتفل اليوم بعيد ميلادها (يوم كارتيني) كعطلة رسمية في إندونيسيا.
كان لدى كارتيني اهتمام بالتصوف وعارضت تعدد الزوجات. تابعت أخواتها مسيرتها في التأكيد على تعليم الفتيات. سميت مدارس كارتيني تيمّنًا بها وأُنشأت خزينة باسمها لتمويل تعليم الفتيات.

## حياتها
ولدت كارتيني لعائلة جاوية أرستقراطية عندما كانت جاوة جزءًا من المستعمرة الهولندية في الهند الشرقية الهولندية. أصبح والد كارتيني سسروننغرات الحاكم الريجينسي لجيبارا، فيما كان قبل ذلك حاكم مقاطعة مايونغ. كانت والدتها «نغاسيرا» ابنة ماديرونو معلمة دين في تيلاك أور، وكانت الزوجة الأولى لسسروننغرات ولكن ليست الزوجة الأهم. في هذه الفترة، اعتبر تعدد الزوجات ممارسة شائعة في طبقة النبلاء. تطلبت قواعد أو قوانين المستعمرة تزوُّج حاكم ريجينسي من ابنة أحد نبلاء المجتمع، ثم تزوج سسروننغرات للمرة الثانية من مورجام ابنة راجا جزيرة مادورا. بعد زواجه الثاني، رُقّي والد كارتيني ليصبح الحاكم الريجينسي لجيبارا، حالًّا بذلك محل والد زوجته الثانية، تجيترووكرومو.
كانت كارتيني الابنة الخامسة وثاني أكبر ابنة في عائلة مؤلفة من 11 فردًا، بما في ذلك إخوتها، ولدت لعائلة ذات تقاليد انتقائية أصيلة، كما كان أخوها الأكبر سسروكارتونو محترفًا في علم اللسانيات. سمحت لها عائلتها بارتياد المدرسة حتى عمر الاثنتي عشرة سنة، ومن بين جميع المواد، تعلمت كارتيني اللغة الهولندية، وهو إنجاز غير اعتيادي بالنسبة لفتاة جاوية في ذلك الوقت. وبعد بلوغها عمر 12 سنة، عزلت كارتيني من المدرسة إلى المنزل، وهو تقليد شائع بين نبلاء جاوة، تحضيرًا للفتيات اليافعات للزواج. خلال فترة العزل هذه، لا يُسمح للفتيات مغادرة منزل أهلهن حتى يتزوجن، حيث تنتقل الوصاية عنها أو السلطة من عائلتها إلى زوجها. كان والد كارتيني أكثر رحمة بها من أقرانه في فترة عزل الفتيات، إذ أعطاها بعض الصلاحيات مثل تلقي دروس في التطريز وظهورها في بعض المناسبات الخاصة على العلن.
خلال فترة عزلها، تابعت كارتيني تعلمها الذاتي، وبسبب معرفتها باللغة الهولندية، كسبت العديد من الأصدقاء الهولنديين بالمراسلة أو الكتابة، إحداهن فتاة تحمل اسم روزا أبيندانون، الصديقة المقربة لكارتيني. غذّت الكتب والصحف والمجلات الأوروبية اهتمام كارتيني بالفكر النسوي الأوروبي، ووطّدت رغبتها في تحسين ظروف المرأة الإندونيسية المحلية، التي في تلك الفترة كانت تعاني من وضع اجتماعي متردٍّ.
تضمنت مطالعات كارتيني مجلة سيمارانج، التي بدأت فيما بعد بإرسال كتابات نُشرت لها فيها. أتمّت قبل بلوغها العشرين عامًا قراءة كل من روايتي ماكس هيفلار ورسائل حب لكاتبهما مولتاتولي، كما قرأت رواية «القوة الخفية» لكاتبها لويس كوبيروس بالإضافة إلى أعمال فريدريك فان إيدن وأوغستا دي وت، والكاتب الرومانسي النسوي جيكوب دي جونغ فان إيك والرواية المعادية للحرب للكاتبة بيرتا فون سوتنر: «ألقِ ذراعيك»؛ جميعها باللغة الهولندية.
لم تتركز اهتمامات كارتيني على تحرير المرأة فحسب، وإنما على قضايا اجتماعية أخرى. رأت كارتيني أن نضال المرأة للحفاظ على حريتها واستقلاليتها ومساواتها القانونية بالرجل، لم يكن إلا جزءًا من حركة أكبر حجمًا.
دبّر والدا كارتيني زواجها من جويودينينغرات، وهو الحاكم ريجينسي لريمباج، والذي كان متزوجًا بالأصل من ثلاث نساء غيرها. تزوجت في 12 تشرين الثاني/ نوفمبر عام 1903. قدّر زوج كارتيني تطلعاتها وسمح لها بتأسيس مدرسة للفتيات في الرواق الشرقي من مكتب منطقة وصاية ريمباج. ولد ابن كارتيني الوحيد في 17 أيلول/ سبتمبر عام 1904، توفيت كارتيني بعمر الـ 25. دفنت في قرية بولو في ريمباج.
وتأثُّرًا بنموذج ر. أ. كارتيني، أسست عائلة فان ديفينتر جمعية ر. أ. كارتيني الخيرية التي تكفلت ببناء مدارس للفتيات، مدارس كارتيني في سمارانج عام 1912، تبعتها مدارس نساء أخريات في سورابايا ويوغياكارتا ومالانغ وماديون وشيريبون ومناطق أخرى.  
عام 1964، أعلن الرئيس سوكارنو يوم ميلاد ر. أ. كارتيني بـ 21 نيسان/ أبريل بأنه يوم كارتيني وهو عطلة وطنية إندونيسية رسمية، وقد نُقد قراره هذا، إذ اعتبر أنه يجب الاحتفال بيوم كارتيني مدموجًا مع عيد الأم الإندونيسي الواقع في 22 كانون الأول/ ديسمبر بحيث أن اختيار ر. أ. كارتيني كبطلة وطنية لن يغطي على النساء الأخريات اللاتي لعبن دورًا في مناهضة المستعمرين.
وعلى النقيض، ناقش الذين لاحظوا أهمية كارتيني، أنها لم تكن المناضلة في حقوق المرأة التي رفعت الحالة ومستوى المرأة في المجتمع الإندونيسي فحسب، وإنما كانت شخصية وطنية حملت أفكارًا جديدة، وناضلت نيابة عن شعبها ولعبت دورًا في النضال الوطني نحو الاستقلال.   

## الرسائل
بعد وفاة ريدن أدجنغ كارتيني، جمع السيد ج. ه. أبيندانون -وزير الثقافة والدين والصناعة في الهند الشرقية- الرسائل التي كانت كارتيني ترسلها إلى أصدقائها في أوروبا، وعنون الكتاب باسم «خروج من الظلمة إلى النور» نشر عام 1911. صدر الكتاب بخمس نسخ أو إصدارات، مع إضافة بعض الرسائل في النسخة الأخيرة، وترجمته آغنيس ل. سايميرز إلى الإنكليزية فنشر بعنوان «رسائل أميرة جاوية» (أو من جاوة).
جذبت رسائل ر. أ. كارتيني، المكتوبة بلغة امرأة جاوية محلية اهتمامًا بالغًا في هولندا، وبدأت أفكار كارتيني تغير الطريقة التي ينظر بها الهولنديون إلى امرأة محلية الجاوية، كما وفّرت أفكارها إلهامًا لشخصيات بارزة في الحرب أو القتال من أجل الاستقلال.
هناك بعض المعطيات للشك بمصداقية رسائل ر. أ. كارتيني، إذ تقول بعض المزاعم أن أبيندانون قد نسجها بنفسه، وتعالت هذه الشكوك قبل نشر كتاب ر. أ. كارتيني في الوقت الذي كانت فيه حكومة المستعمرة الهولندية تطبق السياسة الأخلاقية الهولندية في الهند الشرقية الهولندية، وكان أبيندانون واحدًا من أبرز مناصري هذه السياسة. إن المكان الحالي للقسم الأكبر من رسائل ر. أ. كارتيني غير معلوم حاليًا.

## أفكارها

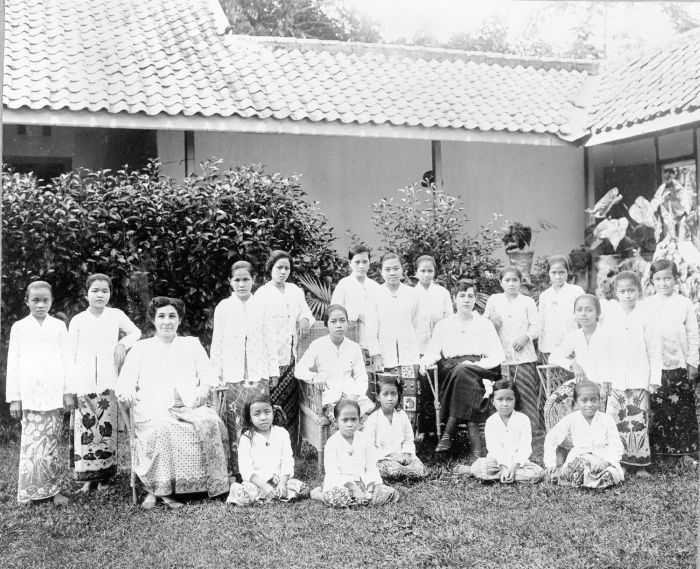
الفتيات في مدرسة كارتيني الداخلية (مدرسة للفتيات) في بوجور مع السيدة جويس والآنسة أفلينج.

### حالة المرأة الإندونيسية
في رسائلها، كتبت رادين أدجينع كارتيني عن نظرتها للحالات الاجتماعية السائدة في هذه الفترة الزمنية، بشكل خاص حالة المرأة المحلية الإندونيسية. تحتج معظم رسائلها على الميل الثقافي الجاوي إلى وضع عقبات أمام تطور المرأة. أرادت كارتيني أن تحظى المرأة بحرية التعلم والدراسة.

### النباتية
عرف من خلال رسائل كارتيني إلى أبيندانون وزوجها -والتي تعود بتاريخها إلى 1902 حيث كانت كارتيني تبلغ من العمر 23 عامًا- أنها فضلت أن تعيش حياةً نباتية، حيث كتبت في إحدى الرسائل: «منذ مدّة أفكر أن أصبح نباتية، حتى إنني ملتزمة بتناول الخضراوات فقط منذ سنين، ولكنني ما زلت أفتقر إلى الشجاعة الأخلاقية الكافية للمتابعة، إذ لا أزال يافعة جدًا».
كما أكّدت على ارتباط هذا النمط الحياتي مع الأفكار الدينية. إذ قالت: «اتباع الحياة النباتية ما هو إلا عبادة صامتة للإله».

### الدراسة الثانوية والتعليم
أحبت ر. أ. كارتيني والدها بشدّة، وبالرغم من أنه أصبح من الواضح أن تعلقها هذا به بات عقبة أخرى في طريق إدراكها لطموحها، كان والدها متحرّرًا بما فيه الكفاية للسماح لابنته أن تتلقى التعليم المدرسي حتى عمر الثانية عشر، ولكن عند هذه النقطة أوصد الباب على التعلم الثانوي. عبر الوالد عن محبته الشديدة لكارتيني في رسائله، وفي نهاية المطاف، سمح لابنته الدراسة لتصبح معلمة في باتافيا (حاليًا جاكرتا)، بالرغم من أنه منعها سابقًا من إكمال دراستها في هولندا أو الدخول إلى الكلية الطبية في باتافيا.
أدلت كارتيني عن رغبتها الشديدة بإكمال دراستها في أوروبا في رسائلها، عمل العديد من أصدقائها في المراسلة على دعمها في مسعاها. وعبّر العديد من أصدقائها عن خيبتهم عند تلقيهم خبر عدم إكمال كارتيني لدراستها، وتغيرت في النهاية خطتها في الدراسة في اليابان إلى خطط برحلة إلى طوكيو بتوجيه من السيدة ب أبيندانون التي ارتأت أنه الخيار الأفضل لكارتيني وأختها الأصغر ر. أيو روكميني.
مع ذلك، عام 1903 وعندما بلغت الـ 24 عامًا، باءت خططها بالدراسة في طوكيو لتصبح معلمة بالفشل. وكتبت في رسالة إلى السيدة أبيندانون أنها تركت تلك الخطة لأنها مقبلة على زواج: «باختصار، لم تعد تعتريني الرغبة بالاستفادة من هذه الفرصة، لأنني مقدمة على زواج».
كان ذلك على الرغم من أن قسم التعليم الهولندي قد منحها وأختها قبولًا للدراسة في باتافيا.
ومع اقتراب الزفاف، بدأ سلوك كارتيني تجاه الأزياء الجاوية التقليدية بالتغير، إذ أصبحت أكثر تحمّلًا لها، وبدأت بالإحساس أن زواجها سيجلب لها الحظ الجيد فيما يخص تطلعاتها إلى إنشاء مدرسة للنساء المحليات. ذكرت كارتيني في رسائلها أن زوجها المحترم لم يتوقف عن دعم رغبتها بتطوير صناعة النحت على الخشب في جيبارا وإنشاء المدرسة للفتيات المحليات فحسب، بل إنه دعمها أيضًا في خطتها بتأليف كتاب، ولكن من المحزن عدم تحقق طموحها هذا بسبب وفاتها المبكرة عام 1904 عن عمر 25 سنة.

## إرثها
سميت مدارس كارتيني في كل من بوجور وجاكرتا ومالانغ تيمُّنًا بها، كما أسست جمعية في هولندا سميت تيمنًا باسمها.

## روابط خارجية
- كارتيني على موقع الموسوعة البريطانية (الإنجليزية)